# Carlos Marcello
Carlos Marcello was een Italiaans-Amerikaanse misdadiger, die in de jaren 40 van de 20e eeuw aan het hoofd stond van de New Orleans-misdaadfamilie. Al in zijn tienerjaren leidde hij een jonge bende die gewapende overvallen pleegden in kleine dorpjes. 

## Leven
Later nam Marcello de leiding over de illegale gokwereld van Louisiana. Hij werd benoemd tot 'Godfather' van de New Orleans maffia en behield deze positie zo'n 30 jaar lang. Toen Robert F. Kennedy in 1960 minister van Justitie werd, startte hij met een grondige aanpak van georganiseerde misdaad en liet Marcello het land uitzetten.
Marcello keerde snel weer terug naar Amerika, waar hij Robert F. Kennedy en diens broer John F. Kennedy begon te bedreigen. Later werd Marcello ook gezien als mogelijke verantwoordelijke voor de moord op president John F. Kennedy, maar hij bleef dit ontkennen. In 1985 bekende hij de moord in de gevangenis aan een informant, Jack van Laningham. Hij bekende die toen hij door de FBI afgeluisterd werd.